# اکور، ناگاپاتینام
اکور، ناگاپاتینام (به انگلیسی: Akkur, Nagapattinam) یک منطقهٔ مسکونی در هند است که در تامیل نادو واقع شده‌است.

## خصوصیات
اکور ۶٬۳۳۳ نفر جمعیت دارد.